# Ners
Ners es un pueblo y comuna francesa, situado en la región de Languedoc-Rosellón, departamento de Gard. Este pueblo situado sobre el axis principal del departamento Alès-Nîmes tanto camionero como ferroviario, es un pueblo dormitorio que no acabó de aumentar desde la creación de la autovía sustituido la vieja vía nacional.

## Geografía
Ners se sitúa en la frontera de dos zonas medioambientales que se puede llamar llanas intermediarias y Garrigues y que son caracterizadas por la presencia de Mas que son edificios macizos que pueden ser construidos alrededor de una pequeña curso central. Sin embargo, de nos días, este tipo de obras es más raro y deja el sitio a construcciones más modernas.
El clima Nersois es un clima mediterráneo, los inviernos son dulce y los veranos muy calientes. Es en las ínter-temporadas que el tiempo es el más inestable, como lo demuestran las grandes inundaciones de 2002. Llueve más por medio en la región en un año que en París, pero como se dice: derriba la misma cantidad de agua en dos días al Gard que en un año sobre toda la Francia. Sin embargo el clima es muy agradable.

## Historia
Algunas viejas fotografías :
En septiembre de 2002, las inundaciones más grandes que hubieran conocido el Gard causaron numerosos daños en el pueblo, particularmente el hundimiento de una parte del puente de Ners que dejaba la vía de ferrocarril en suspensión en los aires. Este fenómeno, llamado fenómeno Cévenol, está de al enfriamiento rápido de las tierras comparado con del mar mediterráneo, lo que provoca tormentas violentas. Un acontecimiento semejante ya se había producido en los años sesenta y había inundado el corazón del pueblo.

## Administración
El Ayuntamiento de Ners está situado en el viejo pueblo, la escuela municipal es juntada a eso y contiene tres clases diferentes: (3 secciones) Maternelles, CP-CE1 (Clase de Sra Rebord, la directora de la escuela), CE2-CM1-CM2 (ver el sistema de educación francés). La oficina de correos recientemente ha sido cerrada y hay más sólo un punto correo ha asegurado por la tienda del pueblo.

Ninguna otra administración importante tiene que censar de momento.

## Demografía
La población del pueblo recientemente aumentó (desde los años 80) con la multiplicación de los medios de transporte entre Ners y las dos grandes ciudades del Gard. Cada vez más de Nersois trabajan en la ciudad y vuelven por la tarde como esto es mucho democratizado en Francia y Europa.
| 347 | 357 | 362 | 473 | 544 | 618 | 672 |
| Para los censos de 1962 a 1999 la población legal corresponde a la población sin duplicidades (Fuente: INSEE [Consultar]) |     |     |     |     |     |     |

## Lugares y monumentos
Ners posee una vieja iglesia que data de 1889, así como puesto un viejo castillo en la cumbre del pueblo.
El puente de Ners que permite el paso de la carretera nacional y de la vía de ferrocarril entre Alès y Nîmes.

## Asociación
Existen varias asociaciones en el municipio de Ners. Los más importantes que son el de los padres de alumnos de la escuela de Ners y el de Soureillado, asociación de los mayores de Ners. Recientemente una asociación de las fiestas que había sido desmantelada hace algunos años ha sido reformada para probar de insuflar de la vida en el pueblo.
La organización de los padres de alumnos tiene principalmente por objeto de animar la vida de la escuela organizando acontecimientos (bingo, carnaval, kermesse) con el fin de animar el pueblo y de permitir traer gracias al dinero ganado, de mejores condiciones de aprendizaje a sus niños.
Soureillado dirigido desde hace muchos años por Sr. Gérard Méric es la segunda juventud de los mayores de Ners. Animaciones son organizadas el año que va de la belote (juego francés) a la organización de espectáculos musicales pasando por la marcha de pie, la pintura, los viajes... Hay para todos y la reputación de esta asociación es tan grande como sobrepasó las fronteras del municipio, ya que gente que viene de los cuatro rincones del departamento para participan en todas estas manifestaciones.
Otras asociaciones existen, el club del ocio por ejemplo les propone concursos de Belote y de Pétanque a los habitantes del municipio.
También existe una asociación Une Chance pour Tous (una suerte para todos), de la que se ocupa Sra GRAS Mónica y la que acoge a personas deficientes mentales. Esta asociación organiza por otra parte varias manifestaciones en el año.